# کارباخ (بایرن)
کارباخ (به آلمانی: Karbach) یک منطقهٔ مسکونی در آلمان است که در ماین-اشپسارت واقع شده‌است.